# Габріель Бонно де Маблі

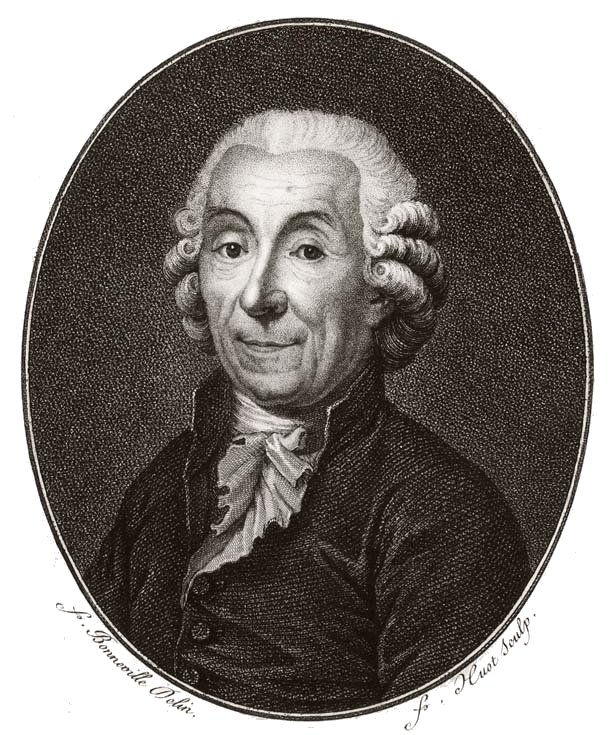
Маблі

Габріе́ль Бонно́ де Маблі́ (фр. Gabriel Bonnot de Mably; 14 березня 1709, Гренобль, тепер деп. Ізер, Франція — 23 квітня 1785, Париж, Франція) — французький філософ, історик і дипломат. Рідний брат філософа Кондільяка і двоюрідний брат філософа-енциклопедиста, фізика, математика д'Аламбера.

## Біографія
Габріель Бонно де Маблі народився 14 березня 1709 року в місті Греноблі.
Здобув освіту в єзуїтському колежі Ліона та Паризькій духовній семінарії Сен-Сюльпіс. Відмовившись від кар'єри церковника, повернувся до Гренобля, де до початку 40-х років XVIII століття займався самоосвітою.
У період 1742—46 роки Г. Б. де Маблі — секретар міністерства закордонних справ у Парижі.
Решту свого життя присвятив науковій діяльності.

## Науковий і філософський доробок Маблі
Маблі залишив по собі значну дослідницьку спадщину з історії Давньої Греції і Давнього Риму, Франції, Польщі, європейського права, мистецтва, філософії, історії, моралі тощо.

### Основні праці
Основні праці Маблі:
- «Публічне право Європи, що ґрунтується на договорах, починаючи з Вестфальського миру до наших днів» (1748).
- «Принципи переговорів» (1757).
- «Про права та обов'язки громадянина» (1758).
- «Сумніви, запропоновані філософам-економістам з приводу природного і необхідного порядку політичних суспільств» (1768).
- «Про законодавство, або принципи законів» (1776).
- «Про вивчення історії» (1778).
- «Про спосіб писати історію» (1783).
- «Зауваження про уряд і закони американських штатів» (1784).
- «Принципи моралі» (1784) та інші.

### Ідейні погляди Маблі
На думку Маблі основним завданням суспільства є приборкання зла шляхом вгамування пристрастей та охорона природних прав людини. Найголовнішими з цих прав він вважав право на розум, свободу, щастя, гідність і рівність.
За Маблі са́ме для оборони природ, прав на основі договору люди створили державу і політичну владу. Встановлення гуманного владування, призначення правителів, здатних домогтися панування щастя у суспільстві, — не лише право, а й природний обов'язок громадян, оскільки саме добрі громадяни, а не багаті врожаї становлять щастя суспільства.
На відміну від попередників, зокрема Ж.-Ж. Руссо, Маблі доводив, що суспільного договору, за яким народ повністю передав би свої права правителям, ніколи не було. І якщо ці правителі діють не в інтересах суспільства, то посягають на природні права, і народ як єдине джерело верховної влади має право влаштувати опір деспотам і скинути їх. Революції, на думку Маблі, не лише можливі, але й бажані, як і громадянські війни, оскільки оздоровлюють суспільство.
Маблі взагалі вимагав скасування спадкової влади, перебудови суспільства на демократичних засадах. Право на проголошення війни він вважав справою виключно всієї нації, а не окремих посадових осіб. Багато уваги філософ присвятив проблемі соціальної рівності. На його думку, нерівність несе нещастя суспільству, породжує у ньому ненависть, її спричиняють політики і закони. Природа не створювала ні рабів, ані панів, ні привілейованих, ані пригнічених. Першопричина нерівності — приватна власність.
Ідеал Маблі — поміркованість і стриманість, рівність у потребах і споживанні. Багатства і пишноти, на його думку, нівечать людину, суперечать її природній меті, як він писав:
|  | «при них любов до слави, до батьківщини, свободи і законів поступається місцем принизливому інтересу». |

Шлях до відродження природної рівності людей Маблі вбачав в усуспільненні майна та у вдосконаленні законодавства. Спільність майна, за мислителем, створить «героїв праці», приведе до побудови держави, в якій одні громадяни не будуть тупішати від злиднів, а інші — від розкошів.
Маблі був упевнений, що чим менше індивіди займатимуться власними багатствами, тим більше вони цікавитимуться загальним благом. Його мрія — збудувати республіку на невідомому острові, «над яким розпростерте чисте небо і по якому тече корисна для здоров'я вода.., республіку, де всі багаті, всі бідні, всі рівні, всі вільні, всі брати і де першим законом була б заборона володіти власністю».
Головним завданням законодавця Маблі вважав відновлення природних прав і свобод громадян, на ґрунті яких вони стануть щасливими; нові закони повинні не примножувати прибутки, а зменшувати потреби, приборкувати та викорінювати честолюбство. Посад, особи у державі, за вченням Маблі, матимуть такі ж самі потреби, як і всі її громадяни. За своїми ідеями та сутністю вчення Маблі належить до утопічного комунізму.